# كوشك بانيان (مقاطعة فسا)
كوشك بانيان (بالفارسية: کوشک بانیان) هي قرية تقع في قسم كوشك قاضي الريفي في إيران. يقدر عدد سكانها بـ 0 نسمة بحسب إحصاء 2016.